# Баттлмент-Меса (Колорадо)
Баттлмент-Меса (англ. Battlement Mesa) — переписна місцевість (CDP) в США, в окрузі Гарфілд штату Колорадо. Населення — 5438 осіб (2020).

## Географія
Баттлмент-Меса розташований за координатами 39°27′10″ пн. ш. 108°0′14″ зх. д. / 39.45278° пн. ш. 108.00389° зх. д. (39.452767, -108.003940).  За даними Бюро перепису населення США в 2010 році переписна місцевість мала площу 30,59 км², з яких 29,97 км² — суходіл та 0,62 км² — водойми.

### Клімат
| Клімат : Баттлмент-Меса | Клімат : Баттлмент-Меса | Клімат : Баттлмент-Меса | Клімат : Баттлмент-Меса | Клімат : Баттлмент-Меса | Клімат : Баттлмент-Меса | Клімат : Баттлмент-Меса | Клімат : Баттлмент-Меса | Клімат : Баттлмент-Меса | Клімат : Баттлмент-Меса | Клімат : Баттлмент-Меса | Клімат : Баттлмент-Меса | Клімат : Баттлмент-Меса | Клімат : Баттлмент-Меса |
| Показник                | Січ.                    | Лют.                    | Бер.                    | Квіт.                   | Трав.                   | Черв.                   | Лип.                    | Серп.                   | Вер.                    | Жовт.                   | Лист.                   | Груд.                   | Рік                     |
| Середній максимум, °C   | 2,8                     | 7,8                     | 13,3                    | 18,3                    | 23,9                    | 30,0                    | 33,9                    | 32,2                    | 27,2                    | 20,0                    | 11,7                    | 3,9                     | 18,9                    |
| Середній мінімум, °C    | −11,1                   | −7,8                    | −3,3                    | 0,6                     | 4,4                     | 8,9                     | 12,8                    | 11,7                    | 6,7                     | 0,0                     | −5                      | −10,6                   | 0,6                     |
| Норма опадів, мм        | 28                      | 25                      | 33                      | 28                      | 36                      | 20                      | 23                      | 28                      | 36                      | 33                      | 30                      | 28                      | 343                     |
| ----------------------- | ----------------------- | ----------------------- | ----------------------- | ----------------------- | ----------------------- | ----------------------- | ----------------------- | ----------------------- | ----------------------- | ----------------------- | ----------------------- | ----------------------- | ----------------------- |
| Джерело: Weatherbase    |                         |                         |                         |                         |                         |                         |                         |                         |                         |                         |                         |                         |                         |

## Демографія
Згідно з переписом 2010 року, у переписній місцевості мешкала 4471 особа в 1687 домогосподарствах у складі 1225 родин. Густота населення становила 146 осіб/км².  Було 2351 помешкання (77/км²).
Расовий склад населення:
| - 87,8 % — білих - 1,8 % — корінних американців - 0,4 % — чорних або афроамериканців - 0,3 % — азіатів - 0,2 % — вихідців з тихоокеанських островів - 7,4 % — осіб інших рас |

До двох чи більше рас належало 2,1 %. Частка іспаномовних становила 17,7 % від усіх жителів.
За віковим діапазоном населення розподілялося таким чином: 28,3 % — особи молодші 18 років, 57,3 % — особи у віці 18—64 років, 14,4 % — особи у віці 65 років та старші. Медіана віку мешканця становила 35,2 року. На 100 осіб жіночої статі у переписній місцевості припадало 104,8 чоловіків;  на 100 жінок у віці від 18 років та старших — 101,0 чоловіків також старших 18 років.
Середній дохід на одне домашнє господарство  становив 82 687 доларів США (медіана — 71 317), а середній дохід на одну сім'ю — 90 993 долари (медіана — 77 583). За межею бідності перебувало 6,1 % осіб, у тому числі 8,6 % дітей у віці до 18 років та 4,3 % осіб у віці 65 років та старших.
Цивільне працевлаштоване населення становило 1931 осіб. Основні галузі зайнятості: освіта, охорона здоров'я та соціальна допомога — 20,0 %, сільське господарство, лісництво, риболовля — 18,1 %, науковці, спеціалісти, менеджери — 10,0 %, транспорт — 9,3 %.